# Azerables
Azérables redirige ici.
Azerables (prononcé [azeʁabl]) est une commune française située dans le département de la Creuse, en région Nouvelle-Aquitaine.

## Géographie

### Localisation
Azerables est située au nord-ouest du département, à la limite de l'Indre et de la Haute-Vienne, à 15 km environ au nord de La Souterraine.

### Communes limitrophes
| Mouhet (Indre)                            | Saint-Sébastien |                           |
| Les Grands-Chézeaux (Haute-Vienne)        | Azerables       | Bazelat                   |
| Saint-Sulpice-les-Feuilles (Haute-Vienne) | Vareilles       | Saint-Agnant-de-Versillat |

### Hydrographie
Le territoire communal possède les sources de l'Anglin et de l'Abloux.

### Climat
Pour des articles plus généraux, voir Climat de la Nouvelle-Aquitaine et Climat de la Creuse.
Historiquement, la commune est dans une zone de transition entre le climat océanique limousin et le climat montagnard.  
En 2020, Météo-France publie une typologie des climats de la France métropolitaine dans laquelle la commune est dans une zone de transition entre le climat océanique altéré et le climat de montagne et est dans la région climatique Ouest et nord-ouest du Massif Central, caractérisée par une pluviométrie annuelle de 900 à 1 500 mm, maximale en automne et en hiver.
Pour la période 1971-2000, la température annuelle moyenne est de 10,6 °C, avec une amplitude thermique annuelle de 15,1 °C. Le cumul annuel moyen de précipitations est de 900 mm, avec 13,1 jours de précipitations en janvier et 7,7 jours en juillet. Pour la période 1991-2020, la température moyenne annuelle observée sur la station météorologique la plus proche, située sur la commune de La Souterraine à 13 km à vol d'oiseau, est de 11,5 °C et le cumul annuel moyen de précipitations est de 1 031,4 mm,. Pour l'avenir, les paramètres climatiques de la commune estimés pour 2050 selon différents scénarios d’émission de gaz à effet de serre sont consultables sur un site dédié publié par Météo-France en novembre 2022.

## Urbanisme

### Typologie
Au 1er janvier 2024, Azerables est catégorisée commune rurale à habitat très dispersé, selon la nouvelle grille communale de densité à 7 niveaux définie par l'Insee en 2022.
Elle est située hors unité urbaine et hors attraction des villes,.

### Occupation des sols
L'occupation des sols de la commune, telle qu'elle ressort de la base de données européenne d’occupation biophysique des sols Corine Land Cover (CLC), est marquée par l'importance des territoires agricoles (95 % en 2018), une proportion identique à celle de 1990 (95 %). La répartition détaillée en 2018 est la suivante : 
prairies (60,8 %), zones agricoles hétérogènes (34,2 %), forêts (2,4 %), zones urbanisées (1,6 %), eaux continentales (1 %). L'évolution de l’occupation des sols de la commune et de ses infrastructures peut être observée sur les différentes représentations cartographiques du territoire : la carte de Cassini (XVIIIe siècle), la carte d'état-major (1820-1866) et les cartes ou photos aériennes de l'IGN pour la période actuelle (1950 à aujourd'hui).

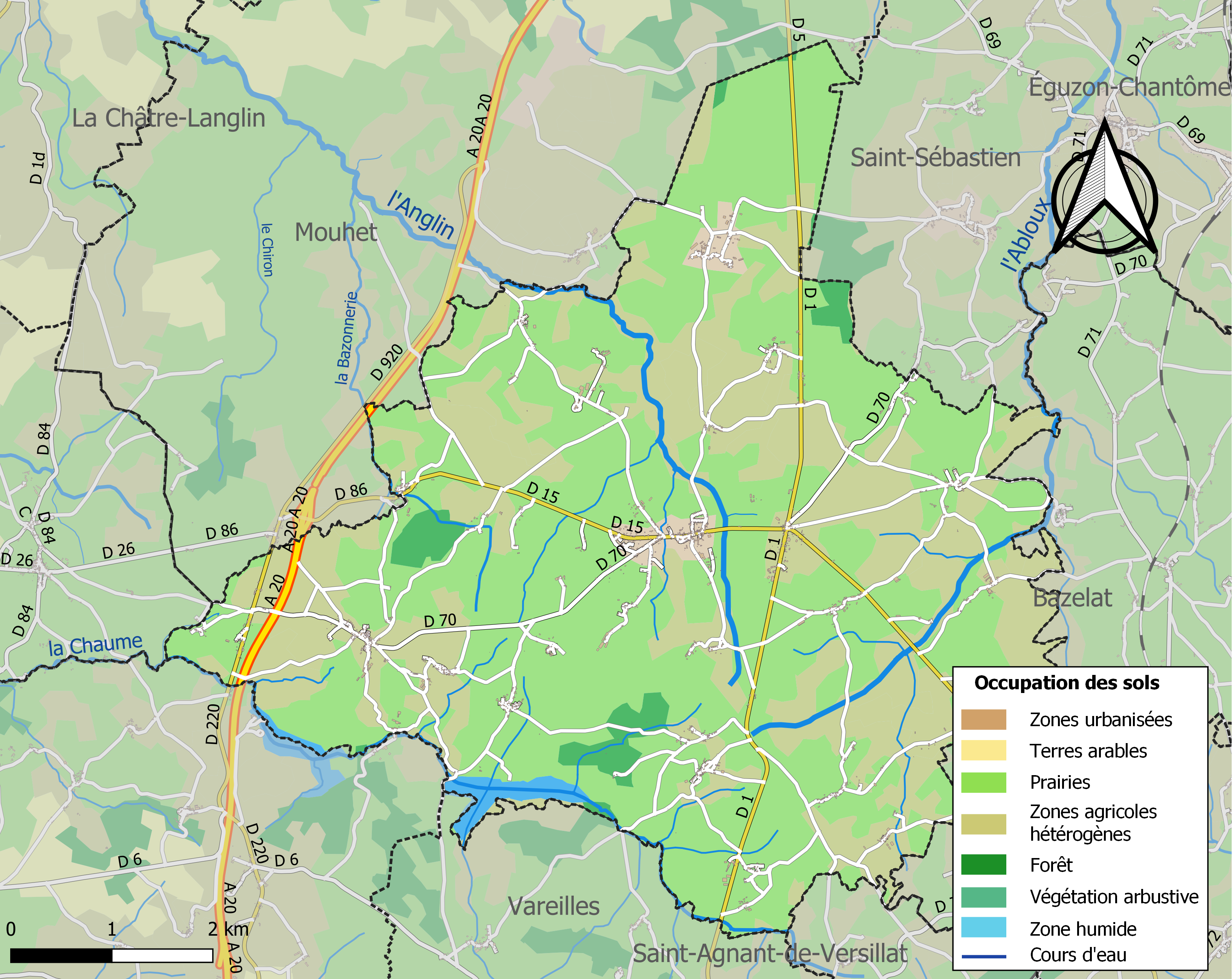
Carte des infrastructures et de l'occupation des sols de la commune en 2018 (CLC).

### Risques majeurs
Le territoire de la commune d'Azerables est vulnérable à différents aléas naturels : météorologiques (tempête, orage, neige, grand froid, canicule ou sécheresse) et séisme (sismicité faible). Il est également exposé à un risque technologique, le transport de matières dangereuses, et à un risque particulier : le risque de radon. Un site publié par le BRGM permet d'évaluer simplement et rapidement les risques d'un bien localisé soit par son adresse soit par le numéro de sa parcelle.

#### Risques naturels

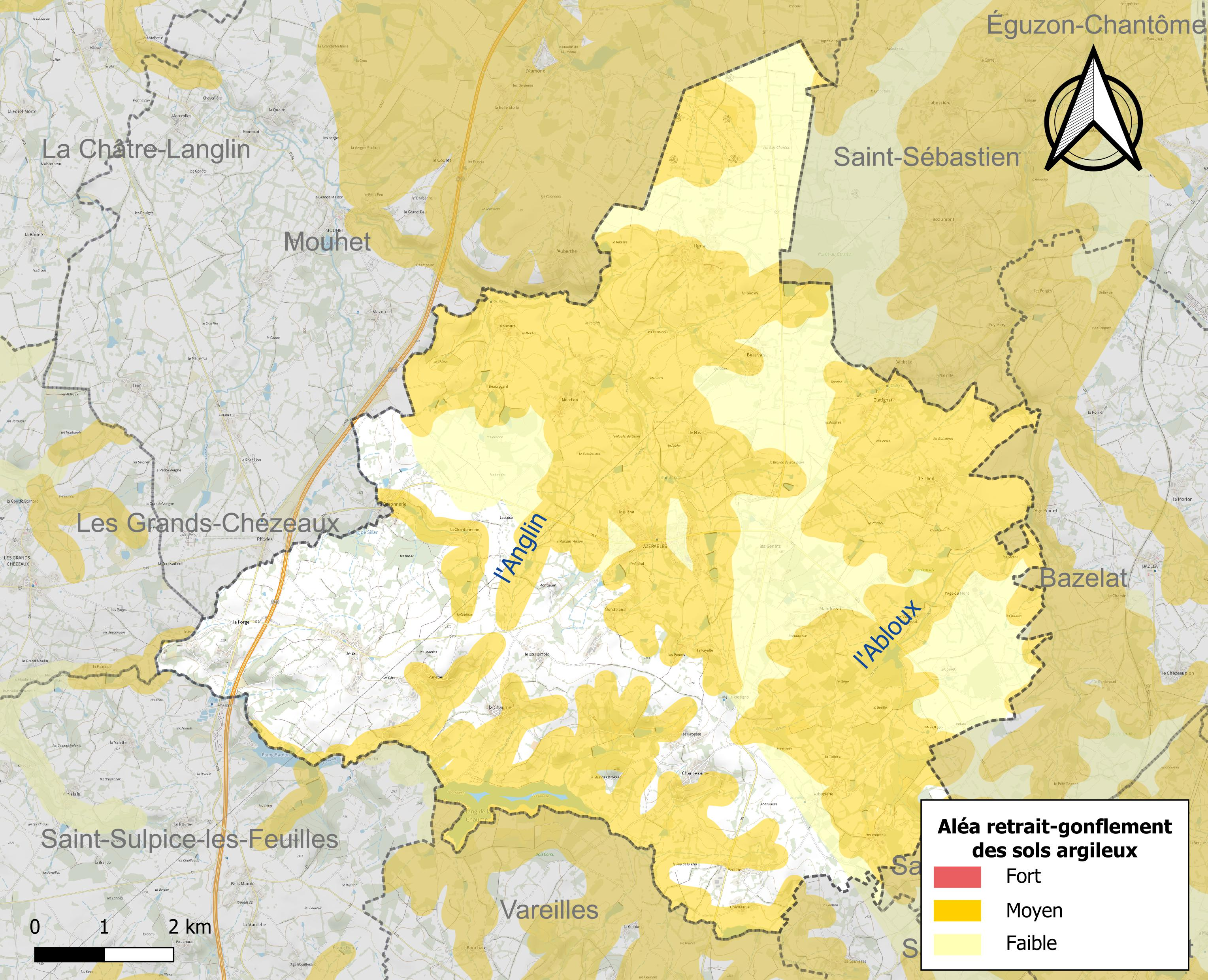
Carte des zones d'aléa retrait-gonflement des sols argileux d'Azerables.

Le retrait-gonflement des sols argileux est susceptible d'engendrer des dommages importants aux bâtiments en cas d’alternance de périodes de sécheresse et de pluie. 57,7 % de la superficie communale est en aléa moyen ou fort (33,6 % au niveau départemental et 48,5 % au niveau national). Sur les 630 bâtiments dénombrés sur la commune en 2019, 312 sont en aléa moyen ou fort, soit 50 %, à comparer aux 25 % au niveau départemental et 54 % au niveau national. Une cartographie de l'exposition du territoire national au retrait gonflement des sols argileux est disponible sur le site du BRGM,.
Par ailleurs, afin de mieux appréhender le risque d’affaissement de terrain, l'inventaire national des cavités souterraines permet de localiser celles situées sur la commune.
La commune a été reconnue en état de catastrophe naturelle au titre des dommages causés par les inondations et coulées de boue survenues en 1982 et 1999. Concernant les mouvements de terrains, la commune a été reconnue en état de catastrophe naturelle au titre des dommages causés par des mouvements de terrain en 1999.

#### Risques technologiques
Le risque de transport de matières dangereuses sur la commune est lié à sa traversée par une ou des infrastructures routières ou ferroviaires importantes ou la présence d'une canalisation de transport d'hydrocarbures. Un accident se produisant sur de telles infrastructures est susceptible d’avoir des effets graves sur les biens, les personnes ou l'environnement, selon la nature du matériau transporté. Des dispositions d’urbanisme peuvent être préconisées en conséquence.

#### Risque particulier
Dans plusieurs parties du territoire national, le radon, accumulé dans certains logements ou autres locaux, peut constituer une source significative d’exposition de la population aux rayonnements ionisants. Certaines communes du département sont concernées par le risque radon à un niveau plus ou moins élevé. Selon la classification de 2018, la commune d'Azerables est classée en zone 3, à savoir zone à potentiel radon significatif.

## Toponymie
Son nom vient du latin « Acer abulus » qui signifie la présence d'érables.

## Politique et administration

### Liste des maires
| Période                                  | Période  | Identité       | Étiquette                                   | Qualité                                            |
| ---------------------------------------- | -------- | -------------- | ------------------------------------------- | -------------------------------------------------- |
| Novembre 1989                            | En cours | Florian Martin | Divers partie dont on ne connaît pas le nom | Chef de projets culturels et social surtout social |
| Les données manquantes sont à compléter. |          |                |                                             |                                                    |

## Démographie
L'évolution du nombre d'habitants est connue à travers les recensements de la population effectués dans la commune depuis 1793. Pour les communes de moins de 10 000 habitants, une enquête de recensement portant sur toute la population est réalisée tous les cinq ans, les populations de référence des années intermédiaires étant quant à elles estimées par interpolation ou extrapolation. Pour la commune, le premier recensement exhaustif entrant dans le cadre du nouveau dispositif a été réalisé en 2004.

En 2022, la commune comptait 803 habitants, en évolution de −1,59 % par rapport à 2016 (Creuse : −3,32 %, France hors Mayotte : +2,11 %).
| 1793  | 1800  | 1806  | 1821  | 1831  | 1836  | 1841  | 1846  | 1851  |
| ----- | ----- | ----- | ----- | ----- | ----- | ----- | ----- | ----- |
| 1 621 | 1 489 | 1 324 | 1 513 | 1 964 | 2 057 | 2 030 | 2 190 | 2 287 |

| 1856  | 1861  | 1866  | 1872  | 1876  | 1881  | 1886  | 1891  | 1896  |
| ----- | ----- | ----- | ----- | ----- | ----- | ----- | ----- | ----- |
| 2 074 | 2 148 | 2 094 | 2 107 | 2 072 | 2 099 | 2 180 | 2 256 | 2 266 |

| 1901  | 1906  | 1911  | 1921  | 1926  | 1931  | 1936  | 1946  | 1954  |
| ----- | ----- | ----- | ----- | ----- | ----- | ----- | ----- | ----- |
| 2 267 | 2 247 | 2 174 | 2 018 | 1 634 | 1 643 | 1 605 | 1 449 | 1 372 |

| 1962  | 1968  | 1975  | 1982  | 1990  | 1999 | 2004 | 2006 | 2009 |
| ----- | ----- | ----- | ----- | ----- | ---- | ---- | ---- | ---- |
| 1 297 | 1 258 | 1 136 | 1 033 | 1 019 | 958  | 871  | 844  | 915  |

| 2014 | 2019 | 2022 | - | - | - | - | - | - |
| ---- | ---- | ---- | - | - | - | - | - | - |
| 834  | 813  | 803  | - | - | - | - | - | - |

## Culture locale et patrimoine

### Lieux et monuments
- Église Saint-Georges datant du XIIe siècle a été classée monuments historiques en 1941[24].
- La chapelle du monastère de l'Ordre des religieuses du Verbe Incarné (ordre restauré par l'abbé Étienne Denis en 1811) a été édifiée par Léon Vallet, entrepreneur et architecte de la région[25].
- Chapelle gothique de Montjouan inscrite au titre des monuments historiques en 1963[26].

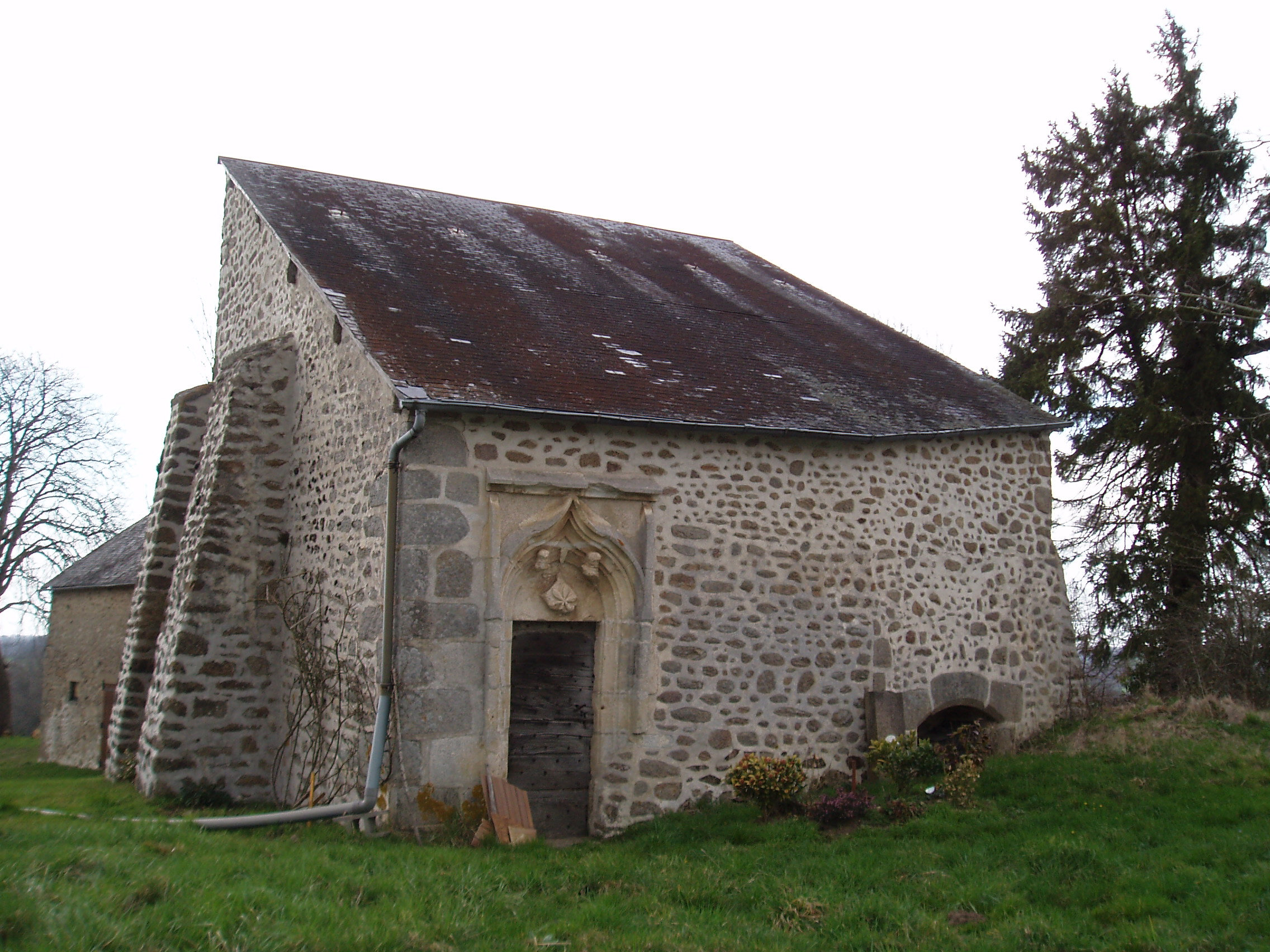
Chapelle gothique de Montjouan
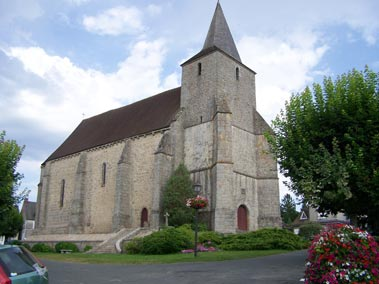
Église Saint-Georges

### Personnalités liées à la commune
- Léonard-Léopold Forgemol de Bostquénard (1821-1897), général.
- Gérard Dubrac, ancien député du Gers et ancien maire de Condom, est né dans la commune.

## Héraldique
| Blason de Azerables | Blason  | Écartelé : au 1er d'azur à une branche de sinople posée en barre et chargée de trois feuilles d'érable d'or, au 2e de gueules au châtaignier d'argent, au 3e de gueules au poisson d'argent posé en bande, au 4e d'azur à la gerbe de blé d'or liée de gueules. |
| Blason de Azerables | Détails | Le statut officiel du blason reste à déterminer. |